# Comanthus kumi
Comanthus kumi is een haarster uit de familie Antedonidae.
De wetenschappelijke naam van de soort werd in 2012 gepubliceerd door Fujita & Obuchi.